# Apomorphine
 (décembre 2016).
Si vous disposez d'ouvrages ou d'articles de référence ou si vous connaissez des sites web de qualité traitant du thème abordé ici, merci de compléter l'article en donnant les références utiles à sa vérifiabilité et en les liant à la section « Notes et références ».
L'apomorphine ou chlorhydrate d'apomorphine est un dérivé alcaloïde et un agoniste compétitif de la dopamine.
Son nom IUPAC est dihydroxy-10,11 méthyl-6 tétrahydro-5,6,6A,7 4H-dibenzo(DE,G) quinoléine chlorhydrate.
Ses indications sont :
- le traitement de la maladie de Parkinson[2],[3],
- le traitement des dysfonctions érectiles de l'homme[4].

Elle est commercialisée sous le nom d'Uprima par les laboratoires Abbott. Les médicaments de même indication thérapeutique pour le traitement des dysfonctions érectiles sont le tadalafil (Cialis), le sildénafil (Viagra) et le vardénafil (Levitra) qui sont des inhibiteurs de la PDE de type 5 ; on peut aussi, dans une moindre mesure, citer la yohimbine.

## Usage médical
Elle a pu être recherchée pour son effet émétique important permettant de provoquer des vomissements en cas d'intoxication orale (administration sous-cutanée et précautions selon les toxiques concernés), ainsi que pour sa capacité à se fixer sur certains récepteurs de la dopamine pour des usagers en sevrage d'alcool ou même d'opium. De la même façon que le disulfirame, elle favorise les vomissements en cas d'absorption d'alcool (effet Antabuse) ou de petites doses de morphine tout en s'y substituant partiellement en comblant certains effets de manque.
Son effet dopaminergique particulier est toujours recherché dans le traitement de la maladie de Parkinson (associé à un antiémétique tel que le motilium) ou encore celui de l'impuissance (injection dans le corps caverneux ou voie sublinguale de 2 à 3 mg). Dans la maladie de Parkinson, son utilisation se montre plus efficace que la seule administration de levodopa. Elle agit en tant qu'agoniste "D2-like" sélectif.
Dans la maladie de Parkinson idiopathique, il peut être prescrit après "la lune de miel", lorsque les traitements antiparkinsoniens per os ne permettent plus une stabilité de l'état moteur sur la journée ; c'est le stade des fluctuations motrices. L'injection sous-cutanée continue sur 12 ou 24h peut permettre un lissage des fluctuations et améliorer la qualité de vie.
L'écrivain américain William Burroughs a vu dans l'apomorphine un véritable « remède miracle » (et seul efficace parmi ceux, nombreux, proposés par la pharmacopée et la médecine modernes) qui l'aura délivré de son addiction dramatique aux opiacés (longue de quelque quinze années) en l'espace de quatre jours d'hospitalisation, comme il s'en explique en détail dans la préface de son ouvrage Le Festin nu - texte dans lequel il appelle avec force la communauté scientifique à approfondir la recherche sur cette molécule et ses applications en thérapeutique des toxicomanies eu égard à son extraordinaire efficacité, en vue notamment de la mise au point d'un dérivé qui puisse être dénué des caractéristiques fortement émétiques de l'apomorphine.

## Effets indésirables
Elle peut provoquer entre autres :
- des troubles cutanés au point d'injection se manifestant par des nodules sous-cutanés graisseux dont le principal risque est la panniculite et la nécrose ;
- des nausées / vomissements ;
- une somnolence diurne ;
- une hypotension orthostatique (à risque de chute) ;
- des troubles psychiatriques à type de compulsion ou addiction ;
- des troubles hallucinatoires ;
- des dyskinésies dites de milieu de dose ;
- Attention : Les fluctuations motrices ne sont pas des effets secondaires mais un signe d’évolution de la maladie, une tolérance au traitement ou la manifestation motrice d'événements émotionnels ;
- des valvulopathies ;
- de l'hypertension pulmonaire[3].

## Ressources et fabrication
Elle a été découverte tardivement à l'état naturel dans le lotus bleu (nénuphar), alors désignée sous le nom de nuciférine (dont elle s'avéra en fait n'être qu'apparentée et présente conjointement), après son isolement plus ancienne dans les alcaloïdes dérivés de la morphine. Son action émétique était connue et elle se forme notamment à partir de la morphine en cas de carbonisation accidentelle de l'opium au cours de sa fabrication. Elle ne possède cependant pas le squelette morphinique et n'est donc pas un morphinique ni n'en présente les propriétés narcotiques et analgésiques, et ne provoque pas de syndrome de sevrage.
Sa fabrication est simple et peu onéreuse, mais la recherche et le développement autour de ses applications dans la maladie de Parkinson auraient un coût très important qui en expliqueraient les prix, tout autant que par sa mise en faible concurrence sur le marché des troubles de l'érection et de la libido (plus de 10 euros le comprimé sublingual de 3 mg). Dans cette dernière indication, il a été commercialisé sous les noms Ixense et Uprima, mais son inefficacité a fait que ces produits ont été retirés du marché en octobre 2004.

## Dans la fiction

### Littérature
Dans Je ne suis pas coupable d'Agatha Christie, la coupable utilise de l'apomorphine afin qu'on ne soupçonne pas que le poison, de la morphine, se trouvait dans le thé, car elle en avait bu en même temps que la victime.

### Films et séries
- Dans la série American Horror Story, saison 2, l'apomorphine est utilisée pour ses effets émétiques sur une patiente homosexuelle pour qu'elle soit dégoûtée de sa sexualité (par association de l'envie de vomir et d'images pornographiques lesbiennes) jugée absurde par le médecin.
- Cette pratique est également évoquée par un patient ex-homosexuel ayant subi une reconversion forcée dans la saison 6 de Dr House.